# Ky Smith
Ky Smith (15 mei 2002) is een Australische darter die toernooien van de Professional Darts Corporation en World Darts Federation speelt.

## Carrière
Sinds 2017 speelt Smith op regionale toernooien in Australië. Op het niveau voor junioren wist hij enkele keren te zegevieren, waaronder op de Sunshine State Classic Youth in 2017. Sinds 2021 neemt de Australiër ook deel aan WDF-toernooien voor heren. Nog datzelfde jaar schreef hij ook de Sunshine State Classic Men op zijn naam.
In 2021 nam Smith met 81 anderen deel aan de Oceanic Masters, een toernooi georganiseerd door de DPA. De toentertijd 19-jarige versloeg Bailey Marsh met een gemiddelde van 94 en een eindscore van 6-2 in de finale. Zo kwalificeerde hij zich voor het PDC World Darts Championship, dat plaatsvond in december 2021. Doordat zijn vader Raymond zich ook kwalificeerde, zouden er voor het eerst een vader en zoon deelnemen aan eenzelfde editie van het WK. Smith stond in de eerste ronde tegenover de Nederlander Maik Kuivenhoven, van wie hij met een score van 3-1 in sets verloor.

## Resultaten op wereldkampioenschappen

### PDC
- 2022: Laatste 96 (Verloren van Maik Kuivenhoven met 1-3)

### WDF

#### World Championship
- 2024: Laatste 48 (verloren van Mike Gillet met 0-2)